# Mieleszyn (Grande-Pologne)
Pour les articles homonymes, voir Mieleszyn.
Mieleszyn (prononciation : [mjɛˈlɛʂɨn]) est un village de Pologne, situé dans la voïvodie de Grande-Pologne. Il est le chef-lieu de la gmina de Mieleszyn, dans le powiat de Gniezno.
Il se situe à 17 kilomètres au nord-ouest de Gniezno (siège du powiat) et à 50 kilomètres au nord-est de Poznań (capitale régionale).
Le village possédait une population de 921 habitants en 2006.

## Histoire
De 1975 à 1998, Mieleszyn faisait partie du territoire de la voïvodie de Poznań.

Depuis 1999, le village fait partie du territoire de la voïvodie de Grande-Pologne.